# Plestiodon japonicus
Plestiodon barbouri (південнояпонський сцинк) — вид сцинкоподібних ящірок родини сцинкових (Scincidae). Ендемік Японії. Вид названий на честь американського герпетолога Томаса Барбура.

## Поширення і екологія
Південнояпонські сцинки мешкають на південному заході Хонсю, на Сікоку, Кюсю та на сусідніх островах, зокрема на островах Осумі, найпівнічніших в архіпелазі Рюкю. Вони живуть в субтропічних лісах і чагарниках. Живляться комахами, павуками і дощовими черв'яками. Відкладають яйця, в кладці від 6 до 15 яєць. Самиці доглядають за яйцями, поки молоді сцинки не вилупляться.

## Збереження
МСОП класифікує цей вид як вразливий. Plestiodon barbouri загрожує знищення природного середовища.